# Избирателни райони в България
Избирателните райони при изборите в Република България за народни представители се наричат многомандатни избирателни райони (съкратено МИР), тъй като изборите се провеждат по пропорционална избирателна система. Съществуват 31 многомандатни избирателни района, организирани така, че да съвпадат с територията на областите според административното деление на България. Изключение са областите с по-голямо население: област Пловдив, разделен на 2 МИР, както и област София-град, разделен на 3 МИР: София 23 МИР, София 24 МИР, София 25 МИР. Избирателните райони са номерирани по азбучен ред. Общият брой на мандатите се разпределя между избирателните райони.

## При различни видове избори
Многомандатните избирателни райони се използват за улесняване на организацията и при останалите видове избори в България.
При изборите за членове на Европейския парламент от Република България и при изборите за президент и вицепрезидент на републиката избирателните райони имат само организационни функции, тъй като изборите са национални и крайният резултат зависи от сумата на гласовете в цялата страна.
При провеждането на местни избори се използват и местни избирателни райони, съвпадащи с територията на съответната община.

### Разпределение на мандатите
Броят на мандатите се разпределя между многомандатните избирателни райони според броя на постоянно живеещите български граждани в тях. Техният брой се установява след преброяване от Националния статистически институт (последното преброяване е от 1 февруари 2011 г.)
до 2009 г.
Във всичките 31 МИР трябва да се разпределят 240 мандата за народни представители. Критерият за разпределението им е броят на гласоподавателите с постоянен адрес на територията на съответния МИР. Минималният брой мандати за един МИР е 4, за да се гарантира политическият плурализъм. Съгласно методика определена от ЦИК броят на мандатите в МИР се определя въз основа на единна норма на представителство за цялата страна в зависимост от броя на населението по данни за преброяване на населението на Република България от 2001 г. За определяне броя на мандатите в МИР между партии и коалиции се използва методът на Д'Ондт на национално ниво.
след 2009 г.
Съгласно методика определена от Централната избирателна комисия броят на мандатите в многомандатните избирателни райони (МИР) се определя въз основа на единна норма на представителство за цялата страна в зависимост от броя на населението по данни за преброяване на населението на Република България от 2001 г. Броят на мандатите в МИР не може да бъде по-малък от 3. За определяне броя на мандатите в МИР между партии и коалиции се използва методът на най-големия остатък на Хеър-Ниймайер на национално ниво. Това налага сложно преразпределяне на мандатите между МИР (регионално ниво), което систематично води до парадокси. Така например в МИР-22 (Смолян) на изборите за Народното събрание на 5 юли 2009 г. получените гласове и мандати са, както следва:
| Партии и коалиции | ГЕРБ  | ДПС   | КБ    |
| Гласове           | 24658 | 16559 | 16782 |
| Спечелени мандати | 1     | 2     | 1     |

Партията с най-малко гласове има най-много депутати. Подобни парадокси се наблюдават и в други МИР, като партията, „загубила“ мандат в даден МИР, се компенсира с мандат в друг.
Съгласно измененията в ЗИНП през 2009 г. 31 мандата се избират по мажоритарна система в 31 едномандатни избирателни района (съвпадащи с МИР). Останалите 209 мандата се разпределят в 31 многомандатни избирателни района (МИР) по пропорционална система. Тази система е отменена още на следващите избори през 2013 г. и на парламентарните изборите през 2017 г. разпределението на мандатите е следното:
| №  | Избирателен район (Област) | Мандати    | Мандати    | Мандати    | Мандати    |
| №  | Избирателен район (Област) | до 2009 г. | от 2009 г. | от 2017 г. | от 2021 г. |
| 1  | Благоевград                | 10         | 9          | 11         | 11         |
| 2  | Бургас                     | 13         | 11         | 14         | 14         |
| 3  | Варна                      | 14         | 12         | 15         | 15         |
| 4  | Велико Търново             | 9          | 8          | 8          | 8          |
| 5  | Видин                      | 4          | 3          | 4          | 4          |
| 6  | Враца                      | 7          | 6          | 6          | 6          |
| 7  | Габрово                    | 4          | 4          | 4          | 4          |
| 8  | Добрич                     | 7          | 6          | 6          | 6          |
| 9  | Кърджали                   | 5          | 4          | 5          | 5          |
| 10 | Кюстендил                  | 5          | 4          | 4          | 4          |
| 11 | Ловеч                      | 5          | 4          | 5          | 5          |
| 12 | Монтана                    | 6          | 5          | 5          | 5          |
| 13 | Пазарджик                  | 9          | 8          | 9          | 9          |
| 14 | Перник                     | 5          | 4          | 4          | 4          |
| 15 | Плевен                     | 10         | 9          | 9          | 9          |
| 16 | Пловдив-град               | 10         | 9          | 11         | 11         |
| 17 | Пловдив-област             | 11         | 10         | 11         | 11         |
| 18 | Разград                    | 5          | 4          | 4          | 4          |
| 19 | Русе                       | 8          | 7          | 8          | 8          |
| 20 | Силистра                   | 4          | 4          | 4          | 4          |
| 21 | Сливен                     | 7          | 6          | 6          | 6          |
| 22 | Смолян                     | 4          | 4          | 4          | 4          |
| 23 | 23-ти МИР – София          | 13         | 11         | 16         | 16         |
| 24 | 24-ти МИР – София          | 11         | 10         | 12         | 12         |
| 25 | 25-и МИР – София           | 12         | 10         | 14         | 14         |
| 26 | София-област               | 8          | 7          | 8          | 8          |
| 27 | Стара Загора               | 11         | 10         | 11         | 11         |
| 28 | Търговище                  | 4          | 4          | 4          | 4          |
| 29 | Хасково                    | 8          | 7          | 8          | 8          |
| 30 | Шумен                      | 6          | 5          | 6          | 6          |
| 31 | Ямбол                      | 5          | 4          | 4          | 4          |
| 32 | Чужбина                    | 0          | 0          | 0          | 0          |
|    | Общо                       | 240        | 209        | 240        | 240        |

### Гласуване в чужбина
Използва се условно наричаният 32-ри избирателен район Чужбина, в който се обобщава вотът на гласувалите зад граница.
Гласовете на българите от чужбина (в страните, в които са открити избирателни секции) се разделят по регионален признак и се прибавят към избрани чрез жребий МИР в България. След изменението на ЗИНП от 2009 г. гласовете от чужбина не се прибавят към избирателните райони в страната, а участват в сумата на гласовете при разпределянето на мандатите на национално ниво. При разпределянето на мандатите на партиите между МИР гласовете от чужбина не се вземат под внимание. Избирателите в чужбина (за разлика от останалите) не гласуват за мажоритарни кандидати, а само за кандидати по пропорционалната система. Според решение на Конституционния съд от 12 май 2009 г. 6 конституционни съдии смятат, че това противоречи на Конституцията на Р. България (2009).

## Избирателни комисии
Протичането на изборите във всеки МИР се осигурява със съдействието на местните власти и органите на реда. За реда на протичане на изборите и установяване на резултатите съблюдават избирателни комисии – централна, районни, общински и секционни. Във всяка комисия има представители на всички парламентарно представена партия.
При президентски, парламентарни и избори за членове на Европейския парламент във всеки МИР има установена районна избирателна комисия (РИК). Дейността на отделните РИК се координира от избраната от парламента Централна избирателна комисия (ЦИК). Подоргани на РИК са секционните избирателни комисии, в които се извършва самото гласуване и преброяване на бюлетините. При провеждането на местни избори (за кметове и общински съветници) организацията не се осъществява в РИК, а в общинските избирателни комисии (ОИК).
При местни избори решението за крайния резултат се взима от ОИК. След измененията на ЗИНП от 2009 г., при изборите за Народно събрание РИК определя мандатоносителя от мажоритарния вот, а ЦИК разпределя мандатите между партиите и по избирателни райони. При президентските и европейските избори РИК имат организационна роля.